# 20 h 30 le dimanche
20 h 30 le dimanche est une émission de télévision française, diffusée depuis le 10 septembre 2017 sur France 2 et présentée par Laurent Delahousse ou par Thomas Sotto.
Il s'agit de la deuxième partie de l'ancienne émission 19 h le dimanche, diffusée la saison précédente (2017-2018) et qui n'a pas été renouvelée.

## Description
20 h 30 le dimanche est un magazine d'actualités articulé autour de l'interview d'un ou plusieurs invités qui se déroule chaque dimanche après le Journal de 20 heures.

## Émissions et audiences
- Si vous ne connaissez pas le sujet, laissez ce bandeau (vous pouvez alors contacter les auteurs).
- Si vous supprimez le contenu mis en cause (vous pouvez préalablement contacter les auteurs),

argumentez précisément cette suppression dans la page de discussion
(un manque de référence n'est pas un argument ; une recherche réelle de référence doit avoir été effectuée, être formellement documentée).
En 2019, l'émission réalise la meilleure audience annuelle de France 2 avec l'émission du 17 novembre (6,2 millions de téléspectateurs et 25,1 % de part de marché).
En 2021, l'émission réalise un record historique avec l'émission du 31 janvier 2021 avec 6,35 millions de téléspectateurs et 24,4 % de part de marché, Laurent Delahousse recevait notamment Bernard Tapie dans son émission.
| Émission | Jour de diffusion | Invité / Sujet | Nombre de téléspectateurs | PDM    | Réf.         |
| -------- | ----------------- | --- | ------------------------- | ------ | ------------ |
| Saison 1 |                   | |                           |        |              |
| 1        | 10 septembre 2017 | Les Insus | 5 460 000                 | 22,2 % | A renseigner |
| 2        | 17 septembre 2017 | Vincent Cassel | 5 110 000                 | 20,8 % | A renseigner |
| 3        | 24 septembre 2017 | Juliette Binoche | 4 610 000                 | 19,3 % | A renseigner |
| 4        | 1er octobre 2017  | Marie-Anne Chazel | 5 410 000                 | 20,9 % | A renseigner |
| 5        | 8 octobre 2017    | Omar Sy | 5 810 000                 | 22,4 % | A renseigner |
| 6        | 15 octobre 2017   | Guillaume de Tonquédec | 3 550 000                 | 13,4 % | A renseigner |
| 7        | 22 octobre 2017   | Véronique Sanson et Juliette Armanet                                                                                                  | 4 410 000                 | 17,7 % | A renseigner |
| 8        | 29 octobre 2017   | Kad Merad et Line Renaud | -                         | -      | A renseigner |
| 9        | 5 novembre 2017   | Karin Viard et Louane | 5 800 000                 | 21,5 % | A renseigner |
| 10       | 12 novembre 2017  | Carla Bruni-Sarkozy | 5 100 000                 | 19,5 % | A renseigner |
| 11       | 19 novembre 2017  | Michel Sardou | 5 900 000                 | 22,2 % | A renseigner |
| 12       | 26 novembre 2017  | Julien Doré et Thomas Pesquet | 5 750 000                 | 21,9 % | A renseigner |
| 13       | 3 décembre 2017   | MC Solaar et Alain Chabat | 5 740 000                 | 21,4 % | A renseigner |
| 14       | 10 décembre 2017  | Vianney et Lucien Jean-Baptiste | 5 880 000                 | 21,8 % | A renseigner |
| 15       | 17 décembre 2017  | Édition spéciale : Entretien d'Emmanuel Macron                                                                                        | 5 730 000                 | 21,4 % | [ 2 ]        |
| 16       | 7 janvier 2018    | Charles Aznavour et Khatia Buniatishvili                                                                                              | 5 955 000                 | 22,1 % | A renseigner |
| 17       | 14 janvier 2018   | Diane Kruger et Frédéric Beigbeder | -                         | -      | A renseigner |
| 18       | 21 janvier 2018   | Gérard Jugnot | -                         | -      | A renseigner |
| 19       | 28 janvier 2018   | Jean-Paul Gaultier et HollySiz | -                         | -      | A renseigner |
| 20       | 4 février 2018    | Serge Lama | 5 570 000                 | 22,6 % | A renseigner |
| 21       | 11 février 2018   | Vincent Lindon | -                         | -      | A renseigner |
| 22       | 18 février 2018   | Jamel Debbouze et Pierre Richard | -                         | -      | A renseigner |
| 23       | 25 février 2018   | Julien Clerc et Renaud Capuçon | -                         | -      | A renseigner |
| 24       | 4 mars 2018       | Carole Bouquet et Tatiana de Rosnay                                                                                                   | -                         | -      | A renseigner |
| 25       | 11 mars 2018      | Sandrine Kiberlain et Alexandre Desplat                                                                                               | -                         | -      | A renseigner |
| 26       | 18 mars 2018      | Michel Denisot et Jérôme Commandeur                                                                                                   | -                         | -      | A renseigner |
| 27       | 25 mars 2018      | Franck Dubosc et Melody Gardot | -                         | -      | A renseigner |
| 28       | 1er avril 2018    | Maître Gims et Vianney (2éme participation)                                                                                           | -                         | -      | A renseigner |
| 29       | 8 avril 2018      | Miou-Miou et Eddy de Pretto | -                         | -      | A renseigner |
| 30       | 15 avril 2018     | Charlotte Gainsbourg et Daniel Cohn-Bendit                                                                                            | -                         | -      | A renseigner |
| 31       | 22 avril 2018     | Laurent Gerra et Guy Savoy | -                         | -      | A renseigner |
| 32       | 29 avril 2018     | Claire Chazal et Sylvain Tesson | 4 750 000                 | 19,9 % | A renseigner |
| 33       | 6 mai 2018        | Bixente Lizarazu et Aïssa Maïga | -                         | -      | A renseigner |
| 34       | 13 mai 2018       | Les Parisiennes et Stéphane Bern | -                         | -      | A renseigner |
| 35       | 20 mai 2018       | Marc Lavoine | -                         | -      | A renseigner |
| 36       | 27 mai 2018       | Eddy Mitchell et Kimberly Kitson Mills                                                                                                | -                         | -      | A renseigner |
| 37       | 3 juin 2018       | Lambert Wilson et Calogero | -                         | -      | A renseigner |
| 38       | 10 juin 2018      | Amélie Mauresmo et Marie Tabarly | -                         | -      | A renseigner |
| 39       | 17 juin 2018      | Cœur de pirate et Garou | -                         | -      | A renseigner |
| 40       | 24 juin 2018      | Nicola Sirkis | 5 100 000                 | 23,3 % | [ 3 ]        |
| Saison 2 |                   | |                           |        |              |
| 41       | 9 septembre 2018  | Zazie et Serge Joncour | 5 730 000                 | 18,1 % | A renseigner |
| 42       | 16 septembre 2018 | Alexandra Lamy et Thomas Dutronc | -                         | -      | A renseigner |
| 43       | 23 septembre 2018 | Laurent Lafitte et Macha Méril | -                         | -      | A renseigner |
| 44       | 30 septembre 2018 | Jane Birkin, Marie Bochet et Clara Luciani                                                                                            | -                         | -      | A renseigner |
| 45       | 7 octobre 2018    | Marc-Olivier Fogiel et David Guetta                                                                                                   | -                         | -      | A renseigner |
| 46       | 14 octobre 2018   | Thierry Marx et Amélie Nothomb | 5 090 000                 | 21,2 % | A renseigner |
| 47       | 21 octobre 2018   | Gilles Lellouche et Véronique de Villèle                                                                                              | -                         | -      | A renseigner |
| 48       | 28 octobre 2018   | Patrick Bruel et Golshifteh Farahani                                                                                                  | -                         | -      | A renseigner |
| 49       | 4 novembre 2018   | Angèle et Ary Abittan | -                         | -      | A renseigner |
| 50       | 11 novembre 2018  | Ségolène Royal et Soprano | -                         | -      | A renseigner |
| 51       | 18 novembre 2018  | Vanessa Paradis et Richard Berry | -                         | -      | A renseigner |
| 52       | 25 novembre 2018  | Jean-Paul Rouve et Orelsan | 4 480 000                 | 17,6 % | A renseigner |
| 53       | 2 décembre 2018   | Michel Polnareff (en duplex) | -                         | -      | A renseigner |
| 54       | 9 décembre 2018   | Anny Duperey et Daniel Cohn-Bendit | -                         | -      | A renseigner |
| 55       | 16 décembre 2018  | Dany Boon, Véronique Sanson (2éme participation) et Salif Gueye                                                                       | -                         | -      | [ 4 ]        |
| 56       | 6 janvier 2019    | Teddy Riner, Julie Gautier et Guillaume Néry                                                                                          | -                         | -      | A renseigner |
| 57       | 13 janvier 2019   | Éric Dupond-Moretti et Julie Gayet | -                         | -      | A renseigner |
| 58       | 20 janvier 2019   | Virginie Efira et Christelle Brua | -                         | -      | A renseigner |
| 59       | 27 janvier 2019   | Matthieu Chedid et Bilal Hassani | -                         | -      | A renseigner |
| 60       | 3 février 2019    | Enrico Macias et Kendji Girac | -                         | -      | A renseigner |
| 61       | 10 février 2019   | Josiane Balasko et Bigflo et Oli | -                         | -      | A renseigner |
| 62       | 17 février 2019   | Michel Jonasz et Christophe | -                         | -      | A renseigner |
| 63       | 24 février 2019   | Fabrice Luchini et Jean-Michel Blanquer                                                                                               | -                         | -      | A renseigner |
| 64       | 3 mars 2019       | Pierre Arditi, Natalie Dessay et Marc Lavoine (2éme participation)                                                                    | -                         | -      | A renseigner |
| 65       | 10 mars 2019      | Audrey Lamy et Lara Fabian | -                         | -      | A renseigner |
| 66       | 17 mars 2019      | Vincent Lindon et Étienne Daho | -                         | -      | A renseigner |
| 67       | 24 mars 2019      | Michèle Laroque et Delphine de Vigan                                                                                                  | -                         | -      | A renseigner |
| 68       | 31 mars 2019      | François Hollande et Lang Lang | -                         | -      | A renseigner |
| 69       | 7 avril 2019      | Amanda Lear et Stéphane Bern (2éme participation)                                                                                     | -                         | -      | A renseigner |
| 70       | 14 avril 2019     | M. Pokora et Jérôme Commandeur (2éme participation)                                                                                   | -                         | -      | A renseigner |
| 71       | 21 avril 2019     | Édouard Baer, Boris Cyrulnik et Tim Dup                                                                                               | -                         | -      | A renseigner |
| 72       | 28 avril 2019     | Nicolas Hulot, Isabelle Carré et Bernard Campan                                                                                       | -                         | -      | A renseigner |
| 73       | 5 mai 2019        | Nana Mouskouri et le duo Brigitte | -                         | -      | A renseigner |
| 74       | 12 mai 2019       | Mathilde Seigner & Patrick Hernandez                                                                                                  | -                         | -      | A renseigner |
| 75       | 19 mai 2019       | Valérie Bonneton et Amel Bent | -                         | -      | A renseigner |
| 76       | 2 juin 2019       | Gérard Darmon et Lucienne Renaudin Vary                                                                                               | -                         | -      | A renseigner |
| 77       | 9 juin 2019       | Florent Pagny et Maud Fontenoy | -                         | -      | A renseigner |
| 78       | 16 juin 2019      | Muriel Robin et Clara Luciani (2éme participation)                                                                                    | -                         | -      | A renseigner |
| 79       | 23 juin 2019      | David Hallyday | -                         | -      | A renseigner |
| 80       | 30 juin 2019      | Nicolas Sarkozy | -                         | -      | A renseigner |
| Saison 3 |                   | |                           |        |              |
| 81       | 8 septembre 2019  | Michel Sardou et Maître Gims (2éme participation chacun)                                                                              | -                         | -      | À renseigner |
| 82       | 15 septembre 2019 | Clémentine Célarié et Amélie Nothomb                                                                                                  | -                         | -      | À renseigner |
| 83       | 22 septembre 2019 | Guillaume Canet, Édouard Bergeon, Anthony Bajon et Morgan Bourc'his                                                                   | -                         | -      | À renseigner |
| 84       | 29 septembre 2019 | François Hollande (2éme participation) et Guillaume Gomez                                                                             | -                         | -      | À renseigner |
| 85       | 6 octobre 2019    | Christiane Taubira, Leïla Bekhti, Géraldine Nakache et Véronique Sanson (3éme participation)                                          | -                         | -      | À renseigner |
| 86       | 13 octobre 2019   | Jean-Michel Jarre, 5 membres de l'équipe du film "Papicha", Vianney (3éme participation) et Erza Muqoli                               | -                         | -      | À renseigner |
| 87       | 20 octobre 2019   | Yannick Noah, Manu Dibango, Charlotte Gainsbourg et Yvan Attal                                                                        | -                         | -      | À renseigner |
| 88       | 27 octobre 2019   | Mika et Fanny Ardant | -                         | -      | À renseigner |
| 89       | 3 novembre 2019   | François Baroin, Sylvain Tesson, Vincent Munier et James Blunt                                                                        | -                         | -      | À renseigner |
| 90       | 10 novembre 2019  | Jean-Louis Aubert et Aya Nakamura | -                         | -      | À renseigner |
| 91       | 17 novembre 2019  | Olivier de Kersauson, Hugo Clément et Angèle (2éme participation)                                                                     | 6 240 000                 | 25,1 % | [ 5 ]        |
| 92       | 24 novembre 2019  | Manuel Valls, Michel Denisot et Vincent Delerm                                                                                        | -                         | -      | À renseigner |
| 93       | 1er décembre 2019 | Alain Souchon et Éric Dupond-Moretti                                                                                                  | -                         | -      | À renseigner |
| 94       | 8 décembre 2019   | Michel Blanc, Christophe André et Maëlle                                                                                              | -                         | -      | À renseigner |
| 95       | 15 décembre 2019  | Roxana Maracineanu, Léa Drucker, Karine Tuil, Sabrina Krief, Vitaa et Slimane                                                         | -                         | -      | À renseigner |
| 96       | 22 décembre 2019  | Spéciale fêtes : Aladdin à Broadway                                                                                                   | -                         | -      | À renseigner |
| 97       | 5 janvier 2020    | Spéciale fêtes: La cuisine des Tontons                                                                                                | -                         | -      | À renseigner |
| 98       | 12 janvier 2020   | Catherine Frot | -                         | -      | À renseigner |
| 99       | 19 janvier 2020   | Roschdy Zem et Justine Dupont | -                         | -      | À renseigner |
| 100      | 26 janvier 2020   | Thierry Lhermitte et Delphine Horvilleur                                                                                              | -                         | -      | À renseigner |
| 101      | 2 février 2020    | François Berléand et Clara Luciani (2éme participation)                                                                               | -                         | -      | À renseigner |
| 102      | 9 février 2020    | Franck Dubosc et Daniel Guichard | -                         | -      | À renseigner |
| 103      | 16 février 2020   | Monica Bellucci et Luana Belmondo | -                         | -      | À renseigner |
| 104      | 23 février 2020   | Isabelle Carré, Lambert Wilson et Caroline Boudet                                                                                     | -                         | -      | À renseigner |
| 105      | 1er mars 2020     | Isabelle Huppert et Marie-Christine Chastant-Morand                                                                                   | -                         | -      | À renseigner |
| 106      | 8 mars 2020       | Anne Sinclair, Leïla Slimani et Caroline Fourest                                                                                      | -                         | -      | À renseigner |
| 107      | 17 mai 2020       | Vianney (4ème participation) | -                         | -      | À renseigner |
| 108      | 24 mai 2020       | Clémentine Célarié (2éme participation), Christiane Taubira (en direct de Cayenne en Guyane) et Hugo Marchand (La création originale) | -                         | -      | À renseigner |
| 109      | 31 mai 2020       | Gad Elmaleh | -                         | -      | À renseigner |
| 110      | 7 juin 2020       | Yannick Noah et Louis Bertignac | -                         | -      | À renseigner |
| 111      | 21 juin 2020      | Benjamin Biolay | -                         | -      | À renseigner |
| 112      | 5 juillet 2020    | Spécial été: Mon chien, mes yeux | -                         | -      | À renseigner |
| 113      | 12 juillet 2020   | Spécial été: L’école des palaces | -                         | -      | À renseigner |
| 114      | 19 juillet 2020   | Spécial été: Le monde de Django | -                         | -      | À renseigner |
| 115      | 26 juillet 2020   | Spécial été: Moi, Melha, humoriste | -                         | -      | À renseigner |
| 116      | 2 août 2020       | Spécial été: Vieux amis, vieilles canailles                                                                                           | -                         | -      | À renseigner |
| 117      | 9 août 2020       | Spécial été: Saint-Trop' au camping                                                                                                   | -                         | -      | À renseigner |
| 118      | 16 août 2020      | Spécial été: Les mariés de l’été | -                         | -      | À renseigner |
| 119      | 23 août 2020      | Spécial été: Le bonheur recomposé | -                         | -      | À renseigner |
| 120      | 30 août 2020      | Spécial été: L’âge d’aimer | -                         | -      | À renseigner |
| 121      | 6 septembre 2020  | Spécial été: Au nom de mon père | -                         | -      | À renseigner |
| Saison 4 |                   | |                           |        |              |
| 122      | 13 septembre 2020 | Julien Doré et Céline Cousteau | -                         | -      | À renseigner |
| 123      | 20 septembre 2020 | Karin Viard, Sabine Devieilhe et Grand Corps Malade                                                                                   | -                         | -      | À renseigner |
| 124      | 27 septembre 2020 | Vincent Lindon, François Damiens, Hugues Aufray, Matthieu Chedid, Ibrahim Maalouf et Hiba Tawaji                                      | -                         | -      | À renseigner |
| 125      | 4 octobre 2020    | Carla Bruni, Albin de la Simone, Jean-Marie Périer et Philippe Labro                                                                  | -                         | -      | À renseigner |
| 126      | 11 octobre 2020   | Francis Cabrel | -                         | -      | À renseigner |
| 127      | 18 octobre 2020   | Eddy Mitchell, Eddy Moine et David Hallyday                                                                                           | -                         | -      | À renseigner |
| 128      | 25 octobre 2020   | Nathalie Baye, Samuel Le Bihan et Louane                                                                                              | -                         | -      | À renseigner |
| 129      | 1er novembre 2020 | Patrick Fiori, Florent Pagny et Samuel Labarthe                                                                                       | -                         | -      | À renseigner |
| 130      | 8 novembre 2020   | Fabrice Luchini et Dadju | -                         | -      | À renseigner |
| 131      | 15 novembre 2020  | Dany Brillant, Dorothée Gilbert et Mehdi Kerkouche                                                                                    | -                         | -      | À renseigner |
| 132      | 22 novembre 2020  | Philippe Etchebest, Guillaume Gomez, Marion Van Renterghem, et Lous and the Yakuza                                                    | -                         | -      | À renseigner |
| 133      | 29 novembre 2020  | Roselyne Bachelot, Laure Adler, M. Pokora et Valentina (gagnante d'Eurovision Junior)                                                 | -                         | -      | À renseigner |
| 134      | 6 décembre 2020   | Michel Boujenah, Romain Grosjean et Angélique Kidjo                                                                                   | -                         | -      | À renseigner |
| 135      | 13 décembre 2020  | Chantal Goya, Valérie Bonneton, Guillaume de Tonquédec, Gims et Kendji Girac                                                          | -                         | -      | À renseigner |
| 136      | 20 décembre 2020  | Spéciale fêtes: La madeleine du Père Noël                                                                                             | -                         | -      | À renseigner |
| 137      | 27 décembre 2020  | Spéciale fêtes: Le doudou, premier et plus fidèle ami                                                                                 | -                         | -      | À renseigner |
| 138      | 3 janvier 2021    | Spéciale fêtes: Le parc enchanté | -                         | -      | À renseigner |
| 139      | 10 janvier 2021   | Sarah Biasini, Anouchka Delon et Khatia Buniatishvili                                                                                 | -                         | -      | À renseigner |
| 140      | 17 janvier 2021   | Carole Bouquet, Éric Fottorino et Abd Al Malik                                                                                        | -                         | -      | À renseigner |
| 141      | 24 janvier 2021   | Niels Arestrup, Mory Sacko et Aya Nakamura                                                                                            | -                         | -      | À renseigner |
| 142      | 31 janvier 2021   | Bernard Tapie, Julie et Camille Berthollet                                                                                            | 6 350 000                 | 24,4 % | À renseigner |
| 143      | 7 février 2021    | Alain Duhamel, Samuel Étienne et Benjamin Castaldi                                                                                    | -                         | -      | À renseigner |
| 144      | 14 février 2021   | Jean Le Cam et Julien Clerc | -                         | -      | À renseigner |
| 145      | 21 février 2021   | Melody Gardot et Florence Aubenas | -                         | -      | À renseigner |
| 146      | 28 février 2021   | Pierre Richard et Martin Solveig | -                         | -      | À renseigner |
| 147      | 7 mars 2021       | Camille Lellouche, Marc Lévy et André Manoukian                                                                                       | -                         | -      | À renseigner |
| 148      | 14 mars 2021      | Delphine de Vigan, Aïssa Maïga et Arlo Parks                                                                                          | -                         | -      | À renseigner |
| 149      | 21 mars 2021      | Guy Savoy, Romain Grosjean et Camille Thomas                                                                                          | -                         | -      | À renseigner |
| 150      | 28 mars 2021      | Sheila et Julien Doré | -                         | -      | À renseigner |
| 151      | 4 avril 2021      | Édouard Philippe, Gilles Boyer et Thomas Pesquet                                                                                      | -                         | -      | À renseigner |
| 152      | 11 avril 2021     | Hubert Védrine, Clélia et Léon Ventura et Avishai Cohen                                                                               | -                         | -      | À renseigner |
| 153      | 18 avril 2021     | Valérie Lemercier et Barbara Pravi | -                         | -      | À renseigner |
| 154      | 25 avril 2021     | Michel Drucker et Delphine Horvilleur                                                                                                 | -                         | -      | À renseigner |
| 155      | 2 mai 2021        | Gérard Lanvin, Manu Lanvin, Victor Belmondo et Abd Al Malik                                                                           | -                         | -      | À renseigner |
| 156      | 9 mai 2021        | Robert Badinter et Nicola Sirkis | -                         | -      | À renseigner |
| 157      | 16 mai 2021       | Sharon Stone, Sylvain Tesson et Charlotte Cardin                                                                                      | -                         | -      | À renseigner |
| 158      | 23 mai 2021       | Françoise Fabian, Alessandra Sublet, Barbara Pravi, Vianney et Raphaël de Casabianca                                                  | -                         | -      | À renseigner |
| 159      | 30 mai 2021       | Michèle Laroque et Patrick Bruel | -                         | -      | À renseigner |
| 160      | 6 juin 2021       | Omar Sy, Florian Zeller et David Guetta                                                                                               | -                         | -      | À renseigner |
| 161      | 13 juin 2021      | Clara Luciani et Pauline Déroulède | -                         | -      | À renseigner |
| 162      | 4 juillet 2021    | Spécial été: Il était une fois l’Islande                                                                                              | -                         | -      | À renseigner |
| 163      | 11 juillet 2021   | Spécial été: Une nuit avec Saturne | -                         | -      | À renseigner |
| 164      | 18 juillet 2021   | Spécial été: En quête d’Immortelles                                                                                                   | -                         | -      | À renseigner |
| 165      | 25 juillet 2021   | Spécial été: Dans les voiles d’un cargo écolo                                                                                         | -                         | -      | À renseigner |
| 166      | 1er août 2021     | Spécial été: Le prodige du piano | -                         | -      | À renseigner |
| 167      | 8 août 2021       | Spécial été: L’arche de Noé | -                         | -      | À renseigner |
| 168      | 15 août 2021      | Spécial été: Au-delà des cimes | -                         | -      | À renseigner |
| 169      | 22 août 2021      | Spécial été: Un fortin sur la grande Bleue                                                                                            | -                         | -      | À renseigner |
| 170      | 29 août 2021      | Spécial été: Un été sur la brèche | -                         | -      | À renseigner |
| 171      | 5 septembre 2021  | Spécial été: Un château sur la mer |                           |        | À renseigner |
| Saison 5 |                   | |                           |        |              |
| 172      | 12 septembre 2021 | Vanessa Paradis, Richard Anconina, Matthieu Chedid et Hollysiz                                                                        | -                         | -      |              |
| 173      | 19 septembre 2021 | Richard Malka, Sophie Marceau, André Dussollier, Flore Vasseur et Marion Cotillard                                                    | -                         | -      |              |
| 174      | 26 septembre 2021 | Cyril Lignac, Leïla Bekhti et Kungs                                                                                                   | -                         | -      |              |
| 175      | 3 octobre 2021    | Daniel Craig et Léa Seydoux | -                         | -      |              |
| 176      | 10 octobre 2021   | Sylvie Vartan, Tony Scotti, Romain Duris et Emma Mackey                                                                               | -                         | -      |              |
| 177      | 17 octobre 2021   | Gilbert Montagné et Véronique de Viguerie                                                                                             | -                         | -      |              |
| 178      | 24 octobre 2021   | Estelle Lefébure, Sophie Fontanel, Dorothée Gilbert et Hugo Marchand                                                                  | -                         | -      |              |
| 179      | 31 octobre 2021   | Pascal Obispo, Philippe Etchebest et Estelle Mossely                                                                                  | -                         | -      |              |
| 180      | 7 novembre 2021   | Clémentine Célarié, Pierre Niney et Ofenbach                                                                                          | -                         | -      |              |
| 181      | 14 novembre 2021  | Bernard Lavilliers, Bruno Solo, Nolwenn Leroy et Benjamin Biolay                                                                      | -                         | -      |              |
| 182      | 21 novembre 2021  | Benoît Magimel, Mireille Dumas, Thomas et Jacques Dutronc et Ed Sheeran                                                               | -                         | -      |              |
| 183      | 28 novembre 2021  | François Hollande, Sylvain Tesson, Franz-Olivier Giesbert, Frédéric Beigbeder et James Blunt                                          | -                         | -      |              |
| 184      | 5 décembre 2021   | Caroline Fourest, Laure Calamy et Juliette Armanet                                                                                    | -                         | -      |              |
| 185      | 12 décembre 2021  | Angèle, Jean Todt, Marion et Romain Grosjean                                                                                          | -                         | -      |              |
| 186      | 19 décembre 2021  | Spéciale fêtes: Jean de La Fontaine retourne au château                                                                               | -                         | -      |              |
| 187      | 26 décembre 2021  | Spéciale fêtes: Esprit de Noël, es-tu là ?                                                                                            | -                         | -      |              |
| 188      | 2 janvier 2022    | Spéciale fêtes: Le Peter Pan de la cuisine                                                                                            | -                         | -      |              |
| 189      | 9 janvier 2022    | Gilles Lellouche, Marine Barnerias et Sofiane Pamart                                                                                  | -                         | -      |              |
| 190      | 16 janvier 2022   | Bernard Campan, Alexandre Jollien, Sophie Cluzel et Hoshi                                                                             | -                         | -      |              |
| 191      | 23 janvier 2022   | Hélène Carrère d’Encausse, Sandrine Kiberlain, Sophie Nahum et Feu ! Chatterton                                                       | -                         | -      |              |
| 192      | 30 janvier 2022   | Edouard Baer et Amel Bent | -                         | -      |              |
| 193      | 6 février 2022    | Olivier Rousteing, Nicola Sirkis et Daniel Auteuil                                                                                    | -                         | -      |              |
| 194      | 13 février 2022   | Hubert Védrine, Emmanuel Faber, Marie Drucker et Clara Luciani                                                                        | -                         | -      |              |
| 195      | 20 février 2022   | Jean-Paul Rouve, Nikos Aliagas et Alain Lanty                                                                                         | -                         | -      |              |
| 196      | 27 février 2022   | Hubert Védrine, Fabrice d’Almeida, Ksenia Bolchakova et Inna Shevchenko                                                               | -                         | -      |              |
| 197      | 6 mars 2022       | Jean-Yves Le Drian, Lesia Vasylenko et Khatia Buniatishvili                                                                           | -                         | -      |              |
| 198      | 13 mars 2022      | Dominique de Villepin, Maryse Burgot, Alain Genestar, Eric Fottorino et Raphaël                                                       | -                         | -      |              |
| 199      | 20 mars 2022      | Robert Badinter et Anthony Delon | -                         | -      |              |
| 200      | 27 mars 2022      | Peter Turnley, Jean-Louis Etienne, Géraldine Danon et Selah Sue                                                                       | -                         | -      |              |
| 201      | 3 avril 2022      | Boris Cyrulnik, Marion Barbeau, Antoine Dupont, Romain Ntamack, Ugo Mola et Axel Bauer                                                | -                         | -      |              |
| 202      | 17 avril 2022     | Les meilleurs ennemis | -                         | -      |              |
| 203      | 1er mai 2022      | Jacques Weber, Thierry Ardisson et Bigflo & Oli                                                                                       | -                         | -      |              |
| 204      | 8 mai 2022        | Dadju et Claude Lelouch | -                         | -      |              |
| 205      | 15 mai 2022       | DJ Snake et Michel Sardou | -                         | -      |              |

Légende :
- Les plus hauts chiffres d'audience
- Les plus bas chiffres d'audience